# Kim Philby

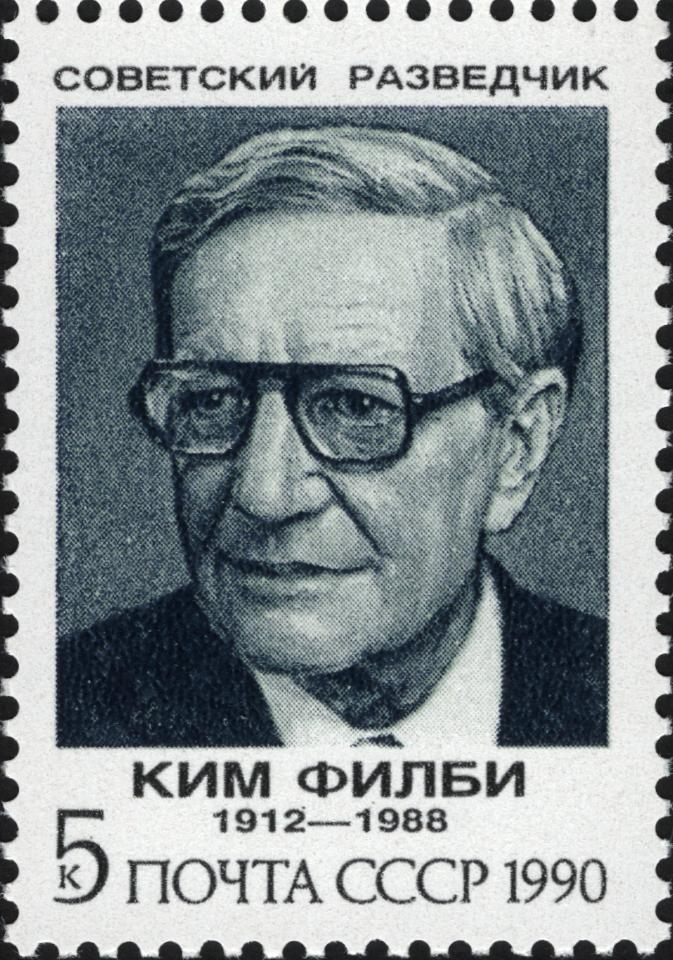
In 1990 door de USSR uitgegeven postzegel met de beeltenis van Kim Philby.

Harold Adrian Russell Philby (Ambala, 1 januari 1912 – Moskou, 11 mei 1988) infiltreerde als mol van de Sovjet-Unie in de geheime dienst van het Verenigd Koninkrijk. Zijn roepnaam Kim komt uit de gelijknamige roman van Rudyard Kipling.

## Levensloop

### Rekrutering
In de jaren dertig, tijdens zijn studie aan de universiteit van Cambridge, raakte Philby als Engelsman en lid van de upper class ervan overtuigd dat alleen de Sovjet-Unie bereid leek het fascisme daadwerkelijk te bestrijden en dictators als Franco de voet dwars te zetten; het marxisme scheen voor hem de oplossing voor alle wereldproblemen te zijn. Op de universiteit van Cambridge waren vier tijdgenoten dezelfde mening toegedaan: Donald Maclean, Guy Burgess, Anthony Blunt en John Cairncross. Samen met Philby zouden ze de geschiedenis ingaan als de Cambridge Five.
Philby werd gerekruteerd door de Russische geheime dienst KGB en bracht het, geholpen door zijn charme en scherpe intelligentie, tot hoofd van de Britse contraspionage. Mogelijk vonden honderden westerse geheim agenten hierdoor de dood.
Vanaf september 1941 werkte Philby voor Sectie V van MI6, verantwoordelijk voor offensieve contraspionage.
Philby, werkzaam bij een afdeling van Buitenlandse Zaken, kreeg de Orde van het Britse Rijk in 1946.

### Ontmaskering
Toen Philby op de Britse ambassade in Washington D.C. werkte, ontdekte hij dat de Britse en Amerikaanse geheime diensten – aan de hand van het materiaal uit Project Venona – zochten naar een mol met de codenaam "Homer" die had gewerkt op de ambassade. Hij ontdekte ook dat Maclean op de lijst van verdachten stond. In eerste instantie richtte het onderzoek zich vooral op het lagere personeel; vooral de Britten konden zich niet voorstellen dat een diplomaat "king and country" zou verraden. Toen het net zich uiteindelijk toch rond Maclean begon te sluiten, liet Philby Burgess (die ook op de ambassade werkte en bij Philby in huis woonde) Maclean waarschuwen op het moment dat Burgess werd teruggeroepen naar Engeland vanwege "slecht gedrag".
In de vroege zomer van 1951 haalden Burgess en Maclean wereldwijd de voorpagina's toen zij verdwenen; hoewel Burgess niet verdacht werd, verdween ook hij. Er zijn aanwijzingen dat Burgess dacht Maclean alleen te begeleiden (omdat deze op de rand van een zenuwinzinking stond) en verwachtte terug te keren naar Engeland, maar eenmaal in Moskou werd tegengehouden door de KGB. Hoewel werd vermoed dat ze naar de Sovjet-Unie waren gevlucht, werd dat pas bevestigd toen ze in 1956 in Moskou een persconferentie gaven.
Het was duidelijk dat iemand hen gewaarschuwd had en Philby was hiervoor de belangrijkste verdachte, mede door zijn nauwe contacten met Burgess. Hoewel het onderzoek naar de rol van Philby diverse verdachte zaken opleverde, werd niets ontdekt waarvoor hij vervolgd zou kunnen worden. Toch werd hij gedwongen zijn taken binnen MI6 neer te leggen. Dit beëindigde de carrière van Philby in de inlichtingendiensten, terwijl voorheen werd gespeculeerd dat hij het wellicht zou kunnen schoppen tot hoofd van MI6.
In 1955 werd hij in de media genoemd als belangrijkste verdachte om de "derde man" te zijn en werden hierover vragen gesteld in het Lagerhuis. Tijdens een persconferentie ontkende Philby de beschuldigingen. Philby werd officieel van alle blaam gezuiverd door Harold Macmillan, de toenmalige minister van Buitenlandse Zaken. Later bleek dat dit een fout was door onjuiste informatie en de inefficiëntie van de Britse geheime diensten.
Eind jaren 1950 ging Philby werken als journalist voor The Economist in het Midden-Oosten. In 1961 verschafte overloper Anatoliy Golitsyn informatie inzake de mol naar wie de geheime diensten nog altijd zochten die in de richting van Philby wees. In 1963 werd Nicholas Elliott, een officier van MI5 en vriend van Philby in de tijd dat die nog bij MI6 werkte, naar Beiroet gestuurd om Philby te ondervragen. Uiteindelijk bekende Philby aan Elliott dat hij werkte voor de Sovjet-Unie. Kort daarna liep Philby over naar de Sovjet-Unie, kennelijk uit angst in Libanon ontvoerd te worden en in Engeland te moeten terechtstaan.

### In Rusland
In 1967 schreef hij in Moskou zijn autobiografie My silent war. Publicatie ervan werd in eerste instantie tegengehouden door de Sovjet-autoriteiten, maar nadat in oktober 1967 krantenartikelen in de Sunday Times en Observer waren verschenen over Philby werd zijn boek begin 1968 alsnog gepubliceerd. 
Kim Philby overleed, door vriend en vijand bewonderd, in 1988 in Moskou op zesenzeventigjarige leeftijd. Spijt van zijn dubbelrol had hij geen moment. "Sinds mijn studietijd beschouwde ik de Sovjet-Unie als mijn echte vaderland", bekende de "spion van de eeuw" in zijn autobiografie.

## De bedrieger bedrogen?
In Philby's autobiografie My silent war kunnen diverse aperte onjuistheden worden aangewezen. Deze zijn in de jaren daarna overgenomen door journalisten of anderen die over Philby of de "Cambridge Five" hebben geschreven. In een diepgaande reconstructie van de periode 1949 - 1951 ontkracht S.J. Hamrick in zijn boek Deceiving the Deceivers een groot aantal van deze mythes die in de loop der jaren zijn ontstaan. Aan de hand van de midden jaren 1990 vrijgegeven Venona-telegrammen toont hij aan dat jaren eerder dan tot nu toe werd aangenomen bekend was dat Philby, Maclean en Burgess Sovjet-spionnen waren. Bovendien formuleert hij een (onderbouwde, maar speculatieve) theorie waarin met name Philby werd gebruikt door de Britten om desinformatie over de nucleaire kracht van de Verenigde Staten en het Verenigd Koninkrijk bij de Sovjet-Unie te krijgen.

## Publicatie
- My silent war, de autobiografie van Kim Philby, 1969 & 1989, ISBN 0375759832.